# Angela Ricci Lucchi
Angela Ricci Lucchi (Lugo, 1942 – Milano, 28 febbraio 2018) è stata una regista e pittrice italiana.

## Biografia
Dopo aver studiato pittura in Austria con Oskar Kokoschka, si trasferì a Milano col compagno e co-regista, l'architetto di origini armene Yervant Gianikian. Dagli anni settanta realizzò numerosi cortometraggi di cinema sperimentale e d'avanguardia, come i cosiddetti "film profumati" (Alice profumata di rosa, 1975) la cui proiezione è accompagnata dalla diffusione di essenze aromatiche che interagiscono col film. L'esperienza confluì poi nei lungometraggi documentari degli anni ottanta. Queste opere si concentrano in particolare sulla manipolazione di filmati già esistenti, secondo l'estetica del found footage, con particolare attenzione a immagini di guerra e del periodo coloniale.
Al lavoro di Ricci Lucchi e Gianikian sono state dedicate retrospettive e rassegne dal Museum of Modern Art di New York, dalla Cinémathèque française e dal Centre Pompidou di Parigi e dalla Biennale di Venezia.
Le opere di Ricci Lucchi e Gianikian hanno vinto premi al Bellaria Film Festival (Su tutte le vette è pace), Asiatica Film Mediale (Frammenti Elettrici N. 4 Asia - N. 5 Africa), IBAFF - Festival Internacional de Cine (Pays barbare).

## Filmografia

### Lungometraggi
- Karagoez catalogo 9,5 (1983)
- Ritorno a Khodorciur - Diario armeno (1986)
- Dal Polo all'Equatore (1987)
- Uomini, anni, vita (1990)
- Prigionieri della guerra (1995)
- Su tutte le vette è pace (1999)
- Inventario balcanico (2000)
- Immagini dell'Oriente: turismo da vandali (2001)
- Oh! uomo (2004)
- Ghiro ghiro tondo (2007)
- Frammenti elettrici n° 6 - Diario 1989. Dancing in the dark  (2009)
- Pays barbare (2013)

### Cortometraggi
- Alice profumata di rosa (1975)
- Catalogo comparativo (1975)
- Catalogo della scomposizione (1975)
- Del sonno e dei sogni di rosa limitata al senso dell'odorato (1975)
- Erat Sora (1975)
- Klinger e il guanto (1975)
- Non cercare il profumo di Buñuel (1975)
- Stone Book (1975)
- Wladimir Propp - Profumo di lupo (1975)
- Lo specchio di Diana (1996)
- Frammenti elettrici n° 1 - Rom (2001)
- Frammenti elettrici n° 2 - Vietnam (2002)
- Frammenti elettrici n° 3 - Corpi (2002)
- Frammenti elettrici n° 4 - Asia (2005)
- Frammenti elettrici n° 5 - Africa (2005)
- Film perduto (2010)
- Notes sur nos voyages en Russie 1989-1990 (2011)
- Frammenti elettrici n° 7 - Gypsies Toward Bamyan (2013)
- Frammenti elettrici n° 8 - Shooting Party (2013)

## Riconoscimenti
- 1987 - Bellaria Film Festival, premio Casa Rossa per il miglior film indipendente dell'anno a Dal Polo all'Equatore
- 1999 - 47º Festival di Trento, premio speciale della giuria per la migliore opera di autore italiano a Su tutte le vette è pace
- 2005 - Yerevan International Film Festival, premio speciale della giuria a Oh! uomo
- 2005 - Asiatica Film Mediale, menzione Speciale a Frammenti Elettrici N. 4 Asia - N. 5 Africa
- 2013 - FilmMaker Festival, menzione speciale della giuria a Pays barbare
- 2014 - IBAFF - Festival Internacional de Cine, premio miglior lungometraggio a Pays barbare